# Luca Antonini
Luca Antonini (ur. 4 sierpnia 1982 w Mediolanie) – włoski piłkarz występujący najczęściej na pozycji lewego obrońcy.

## Kariera klubowa
Luca Antonini zawodową karierę rozpoczął w 2000 w drużynie AC Milan. W zespole "Rossonerich" nie mógł jednak liczyć na regularne występy, dlatego też był wypożyczany do innych włoskich klubów. Najpierw trafił do Padovy, a następnie do Prato i Ancony.
W 2003 włoski pomocnik podpisał kontrakt z występującą w Serie A Sampdorią, który wykupiła wychowanka Milanu na stałe. Jako zawodnik klubu z Genui 13 grudnia tego samego roku Antonini w meczu z Perugią zadebiutował w pierwszej lidze. W barwach ekipy "Blucerchiatich" włoski gracz rozegrał jednak zaledwie trzy spotkania i ponownie był wypożyczany do innych zespołów. Na tej zasadzie zasilał kolejno Modenę, Pescarę Calcio, Arezzo oraz Sienę. W każdym z tych zespołów Luca wywalczył sobie miejsce w pierwszym składzie, a jego dobrą formę dostrzegli działacze Empoli FC.
Na Stadio Carlo Castellani Antonini trafił latem 2007 i tam także udało mu się przebić do wyjściowej jedenastki. W Empoli włoski piłkarz zadebiutował w rozgrywkach Pucharu UEFA, a w sezonie 2007/2008 rozegrał w lidze 32 pojedynki. Empoli spadło jednak do Serie B, a 9 czerwca 2008 Antonini powrócił do Milanu. W zespole Carlo Ancelottiego Włoch pełnił początkowo rolę rezerwowego, jednak w miarę regularnie dostawał szanse gry na pozycji lewego obrońcy.
Przed rozpoczęciem sezonu 2009/2010 nowym trenerem Milanu został Leonardo. Antonini początkowo występował w wyjściowym składzie w zastępstwie za kontuzjowanego Marka Jankulovskiego, jednak po powrocie Czecha do pełnej sprawności Antonini pozostał podstawowym graczem swojego klubu. 15 maja, w wygranym 3:0 ostatnim meczu sezonu z Juventusem, Antonini strzelił swoją pierwszą w karierze bramkę dla Milanu. Od początku sezonu 2010/2011, kiedy to trenerem Milanu był już Massimiliano Allegri, Antonini był podstawowym lewym obrońcą swojego klubu.
W sierpniu 2013 podpisał kontrakt z klubem Genoa CFC.

## Kariera reprezentacyjna
Antonini ma za sobą występy w młodzieżowych reprezentacjach Włoch, dla których łącznie rozegrał pięć meczów. W barwach drużyny do lat 17 zadebiutował 17 listopada 1999 w przegranym 2:1 spotkaniu ze Szwajcarią, natomiast w zespole do lat 18 po raz pierwszy wystąpił 7 października 2000 w wygranym 6:0 pojedynku przeciwko Wyspom Owczym. W 2010 Cesare Prandelli po raz pierwszy powołał go do kadry seniorskiej reprezentacji Włoch, nie dał mu jednak zadebiutować.